# Augustus Henry Seward
Augustus Henry Seward (Auburn (New York), 1 oktober 1826 - Montrose (New York), 11 september 1876) was een Amerikaans militair.

## Biografie
Augustus Henry Seward werd geboren als de oudste zoon van de latere minister William Seward en Frances Adeline Miller. In 1847 studeerde hij af aan de United States Military Academy en na zijn afstuderen werd hij als tweede luitenant aangesteld bij het 8ste infanterieregiment. Met zijn regiment vocht hij in Mexico mee tijdens de Mexicaans-Amerikaanse Oorlog. Na deze oorlog zette Seward zijn militaire carrière voort in Mississippi en was hij betrokken bij de Utahoorlog. In 1853 werd hij gepromoveerd tot eerste luitenant en in 1859 tot kapitein.
In 1861 volgde de promotie tot majoor en tijdens de Amerikaanse Burgeroorlog was Seward voornamelijk actief als stafofficier. In 1865 volgde zijn promotie tot kolonel vanwege zijn verdiensten tijdens de oorlog. Augustus Seward was bij zijn vader thuis toen op 14 april 1865 Lewis Powell trachtte zijn vader te vermoorden. Augustus Seward probeerde de moordaanslag te voorkomen en hierbij liep hij zelf meerdere steekwonden op. Hierom zou hij tot in in 1868 in Washington D.C. blijven. Daarna bleef Seward als betaalmeester actief voor het Amerikaanse leger en was hij onder meer gestationeerd in New York en Boston. In 1876 werd er een aandoening bij hem geconstateerd die werd beschreven als een verlamming aan het oog. Seward nam hierop verlof op en verbleef bij zijn broer Frederick W. Seward in Montrose (New York). Aldaar overleed hij op 11 september 1876 en hij werd vervolgens begraven op het Fort Hill Cemetery in Auburn.